# Huévar del Aljarafe
Huévar del Aljarafe è un comune spagnolo di 2 257 abitanti situato nella comunità autonoma dell'Andalusia.